# Callobius koreanus
Espèce
Synonymes
- Amaurobius koreanus Paik, 1966
- Callobius woljeongensis Kim & Ye, 2013

Callobius koreanus est une espèce d'araignées aranéomorphes de la famille des Amaurobiidae.

## Distribution
Cette espèce est endémique de Corée du Sud.

## Étymologie
Son nom d'espèce lui a été donné en référence au lieu de sa découverte, la Corée.

## Publication originale
- Paik, 1966 : Korean Amaurobiidae of genera Amaurobius and Titanoeca. Theses collection of Kyungpook University vol. 10, p. 53-61.